# 周荀
周荀（英語：Charlotte Chou，1990年4月4日—）出生於台灣新北市的女演員、部落客、Cosplayer、Youtuber、實況主，周荀演藝工作室與螢緒娛樂創辦人。

## 生平
周荀從小對音樂有天分，專長為鋼琴、雙簧管，高中就讀國立三重高中（今新北高中）音樂班，未畢業就跳級申請到新加坡國立大學音樂系就讀，後又考上英國皇家音樂學院，但最後返台沒去就讀。
周荀於國中即有接觸Cosplay，但不被家人接受。於新加坡大學就讀時，熱衷於參與Cosplay。2011年開始經營Facebook網路社群，經營粉絲團「地下室少年DenKa」（現名稱為「周荀DenKa」），以發表Cosplay照片與遊戲實況直播為主。2014年5月正式簽約出道，目前以演戲與電玩相關的工作為主。2015年1月開設獨資商號「周荀演藝工作室」，以協助Cosplayer透過Cosplay取得收入為主要營業項目。
2019年3月周荀創立螢緒娛樂，總部設於臺北市，周荀與米砂皆為旗下藝人。2021年12月，螢緒娛樂解散。2024年12月18日，周荀宣布加盟星環娛樂。

## 主持作品

### 網路節目
| 年份         | 節目       | 頻道            | 日期 | 備註 |
| ------------ | ---------- | --------------- | ---- | ---- |
| 2015年       |            |                 |      |      |
| 我要POKE名人 | 播於酷瞧   | 2015年5月18日起 |      |      |
| 2017年       |            |                 |      |      |
| 殿玩風暴     | 播於90Live | 2017年5月17日起 |      |      |

## 戲劇演出

### 電視劇
| 年份   | 頻道       | 劇名               | 飾演          | 備註 |
| ------ | ---------- | ------------------ | ------------- | ---- |
| 2015年 | 中視       | 《鋼鐵之心》       | 咖啡妹(Vicky) |      |
| 2015年 | 民視       | 《星座愛情牡羊女》 | 陳茵茵        |      |
| 2017年 | 中國偶像劇 | 《我的狐仙老婆》   | 馬媛媛        |      |

### 微電影
- 2013年11月：鬼屋微電影女主角
- 2014年5月：香港《完美人生2》

### 音樂MV
- 2014年9月：恕 (樂團)《槍下Under the Gun》

## 配樂

### 電影配樂
| 年份   | 片名             | 樂器           | 備註 |
| ------ | ---------------- | -------------- | ---- |
| 2014年 | 《到不了的地方》 | OBOE雙簧管配樂 |      |

## 外部連結
- 周荀Denka粉絲團（页面存档备份，存于）
- 周荀個人網頁（页面存档备份，存于）